# Great Expectations
Great Expectations (Grandes Esperanças) é um livro escrito por Charles Dickens, que conta a história de Philip Pirrip. É dividido em três volumes e foi adaptado para o cinema e para a TV várias vezes.
Foi escrito durante a era vitoriana.
O livro foi inicialmente publicado em série, no All the Year Round entre 1 de dezembro de 1860 e agosto de 1861.

## Enredo
A história de Great Expectations ocorre entre 1812, quando o protagonista tinha 7 anos, e o inverno de 1840.
Narra a vida de Pip (Philip Pirip), um rapaz a quem foi concedida uma fortuna a fim de se tornar um cavalheiro sem o árduo esforço ou a aristocrática fonte de renda necessários para tal papel. Logo cedo na vida, ele ajuda um condenado, Abel Magwitch, que, após ser deportado para a Austrália, retribui seu jovem benfeitor com grandes somas em dinheiro; como o advogado envolvido no caso não diz nada ao entregar o dinheiro, Pip acha que foi obra de uma velha dama, miss Havisham. Magwitch depois volta clandestinamente a Londres, sendo mal recebido por Pip, pois tudo nele rescende a delinquência e aborrecimento.
No final, porém, Pip se reconcilia com Magwitch e sua realidade; acaba reconhecendo Magwitch - perseguido, preso e mortalmente doente - como uma espécie de pai, sem o negar nem o rejeitar, embora Magwitch seja de fato inaceitável (naquela época), vindo da Austrália, colônia penal destinada à reabilitação, mas não ao repatriamento, de criminosos ingleses degredados.

## Histórico
Importante lembrar que, durante o período em que Charles Dickens escreveu este livro (1861), no final do séc.XIX, a Inglaterra havia fundado a colônia penal na Austrália e era necessário expandir o Império (inglês), pois este havia perdido colônias na América. 
Esta obra é também importante auxiliar nos estudos sobre imperialismo.

## Adaptações para cinema, TV, e teatro
- 1917 – filme mudo, estrelando Jack Pickford, dirigido por Robert G. Vignola.
- 1922 – filme mudo, feito na Dinamarca, estrelando Martin Herzberg, dirigido por A.W. Sandberg.
- 1934 – estrelando Phillips Holmes e Jane Wyatt, dirigido por Stuart Walker.
- 1946 – estrelando John Mills, Valerie Hobson e Jean Simmons, dirigido por David Lean.
- 1954 – estrelando Roddy McDowall e Estelle Winwood, em um episódio do show de TV Robert Montgomery Presents.( "Robert Montgomery Presents" Great Expectations: Part 1 (1954). no IMDb.  and  "Robert Montgomery Presents" Great Expectations: Part 2 (1954). no IMDb. ).
- 1959 – estrelando Dinsdale Landen, Helen Lindsay e Derek Benfield, minissérie pela (BBC
- 1967 – estrelando Gary Bond e Francesca Annis.
- 1974 – estrelando Michael York e Sarah Miles, dirigido por Joseph Hardy.
- 1975 – Peça Musical (London West End). Music de Cyril Ornadel, estrelando John Mills. Prêmio Ivor Novello de Melhor Musical Britânico.
- 1981 – estrelando Derek Francis, dirigido por Julian Amyes.
- 1981 – estrelando George Ndirangu, dirigido por b.dot njuguna.
- 1981 – série da BBC estrelando Stratford Jones, Gerry Sunquist, Joan Hickson, Patsy Kensit e Sarah-Jane Varley.  Produzido por Barry Letts, e dirigido por Julian Amyes.
- 1983 – uma versão animada infantil, estrelando Phillip Hinton, Liz Horne, Robin Stewart, e Bill Kerr.
- 1989 – estrelando Anthony Hopkins e Jean Simmons, dirigido por Kevin Connor.
- 1998 – estrelando Ethan Hawke e Gwyneth Paltrow, dirigido por Alfonso Cuarón.
- 1999 – estrelando Ioan Gruffudd, Justine Waddell e Charlotte Rampling (Masterpiece Theatre—TV)
- 2000 – TV Show South Park, Temporada 4 Episódio 14 "Pip"
- 2009 – Theatre Clwyd, com Graham Bickley, Eleanor Howell, Steven Meo, Rhiannon Oliver, Greg Palmer, Vivien Parry, Robert Perkins, Steffan Rhodri, Simon Watts e dirigido por Tim Baker.
- 2011 – série da BBC One estrelando Oscar Kennedy, Izzy Meikle-Small, Gillian Anderson, Douglas Booth, Vanessa Kirby e Shaun Dooley.
- 2012 - filme estrelando Jeremy Irvine, Helena Boham Carter, Holliday Grainger, Jessie Cave e Jason Flemyng.

## Traduções em língua portuguesa
- Alceu Masson - Traduziu pela primeira vez na língua portuguesa, em 1942, pela Livraria do Globo. Foi reeditado várias vezes, até 1962, em coleções da editora, tais como a Coleção Biblioteca dos Séculos. Sua tradução foi usada pela Ediouro entre 1966 e 1993, em coleções da editora como Coleção Clássicos de Ouro. Entre 1983 e 1984, foi licenciada para a Editora Abril.

- José Parreira Alves - Traduziu pela primeira vez em Portugal, pela Editora Inquérito, de Lisboa, em 1945.

- Cosette de Alencar - Traduziu em 1966, pela Editora Itatiaia.

- Armando de Morais - Nos anos 1950 (a Biblioteca Nacional de Portugal refere uma 2ª edição em 1956),[4] traduziu para a Editora Portugália, de Lisboa, na coleção Os Romances Universais, nº 9. Uma 3ª edição pela Portugália é referida em 1969.[5] Sua tradução foi reutilizada em 1975, também em Lisboa, pela Editora Celidis, e em 1979, numa 1ª edição pela Editora Círculo de Leitores, em Lisboa.[6] Em 1982, o Círculo do Livro lança sua coleção reutilizando a tradução portuguesa de Armando de Morais.

- José Eduardo Moretzsohn - Em 1982, a Editora Francisco Alves lança sua própria tradução na sua primeira edição de Grandes Esperanças. Em 2010, sua tradução foi reutilizada em Clássicos Abril Coleções, nº 33.[7]

- Carmen Gonzalez - Em 1975, a Europa-América, de Lisboa, lança sua tradução como Livro de Bolso Europa-América, nº 120.[8] Em fevereiro de 1998, relançado na Coleção Clássicos, nº 43, pela Europa-América.[9]

- Rick Geary - Adaptação infanto-juvenil feita em 1991 pela Abril Jovem, Coleção Classics Illustrated nº 4.

- Daniel R. Lehman - Lançada a tradução pela Martin Claret, em 2002.

- Rodrigo Espinosa Cabral - Adaptação infanto-juvenil feita em 2007, pela Editora Rideel.

- Paulo Henriques Britto - Em 2012, tradução pela Companhia das Letras.[10]

- Doris Goettems - Em 2013, lançada nova tradução em edição bilíngüe, pela Editora Landmark.[11]